# Käthe Haack

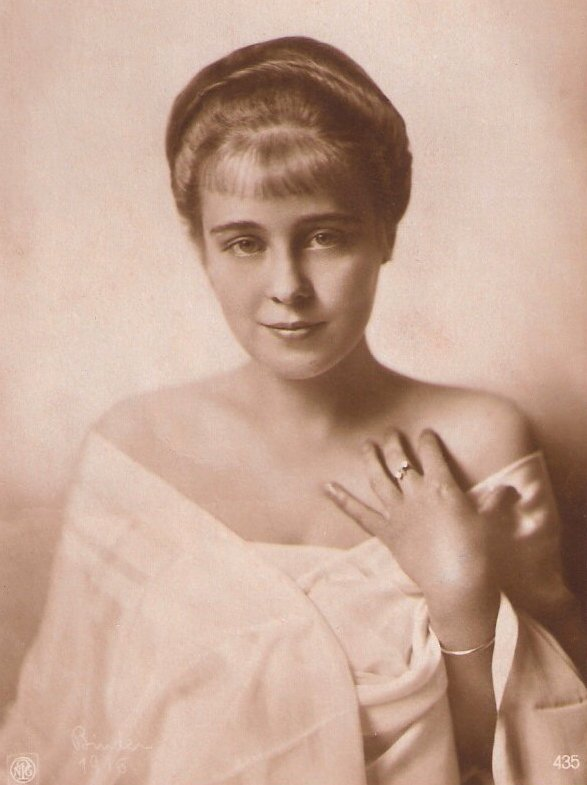
Käthe Haack, Fotografie (1916) von Alexander Binder

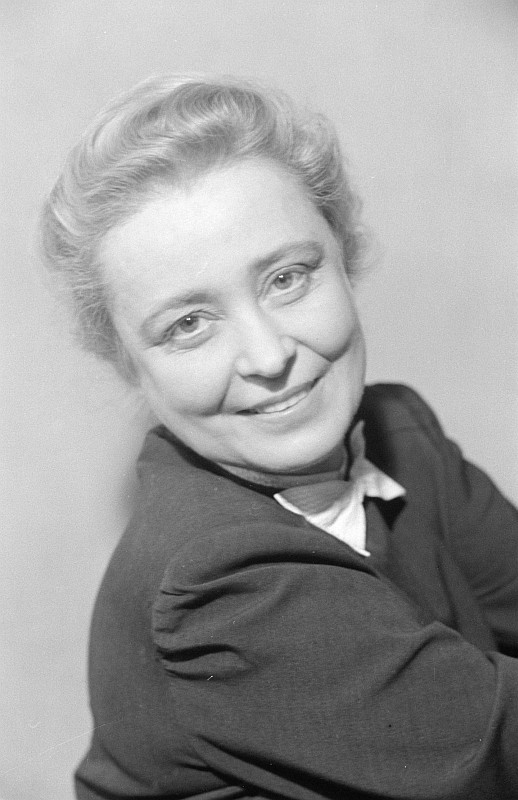
Käthe Haack, Fotografie (1947) von Abraham Pisarek

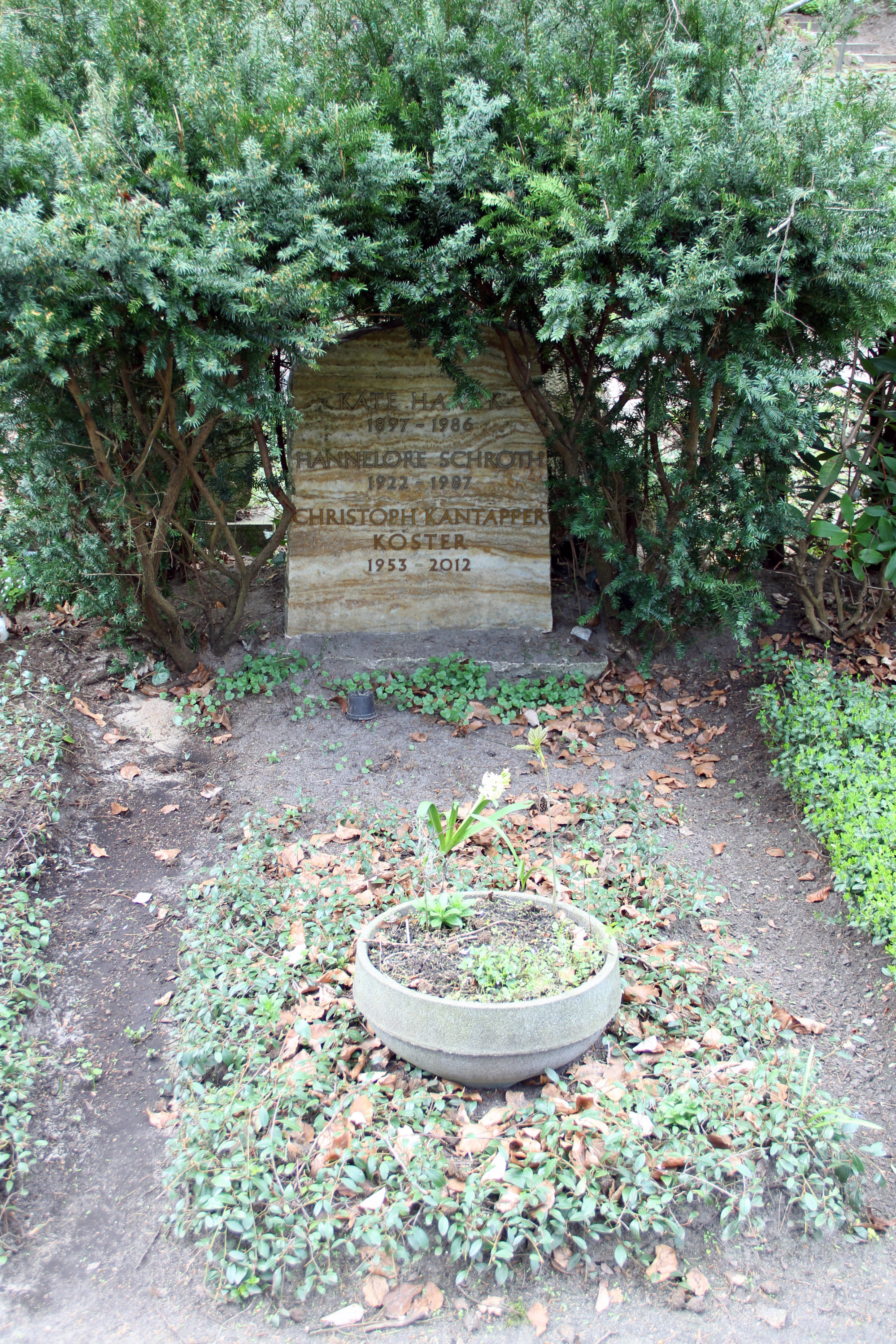
Ehrengrab von Käthe Haack auf dem Friedhof Heerstraße in Berlin-Westend

Lisbeth Minna Sophie Isolde Käthe Haack, auch Käte Haack, (* 11. August 1897 in Berlin; † 5. Mai 1986 West-Berlin) war eine deutsche Schauspielerin mit einer 70 Jahre dauernden Filmkarriere. In dieser Zeit spielte sie in rund 230 Film- und Fernsehproduktionen mit.

## Leben
Käthe Haack war die Tochter des Tuchkaufmanns und Berliner Stadtverordneten Karl Wilhelm Paul Haack und seiner Ehefrau Sophie Margarethe, geb. Jahn. Nach dem Besuch eines Charlottenburger Privatlyzeums nahm sie Schauspielunterricht bei Seraphine Détschy und Hans Kaufmann. 1914 erhielt sie ihr erstes Engagement am Stadttheater Göttingen. Ab 1915 spielte sie vor allem in Berlin. Dort trat sie besonders an den Bühnen von Victor Barnowsky auf, außerdem am Theater am Kurfürstendamm, Theater am Schiffbauerdamm, Hebbel-Theater, Theater in der Königgrätzer Straße, Volksbühne Berlin und Deutschen Theater.
Zu ihren Rollen gehörten Johanna in Der einsame Weg, Anni in Ferenc Molnárs Spiel im Schloss, Klärchen bei der Uraufführung von Der fröhliche Weinberg 1925 und Mathilde Obermüller, die Frau des Bürgermeisters, bei der Uraufführung von Der Hauptmann von Köpenick 1931 am Deutschen Theater unter der Regie von Heinz Hilpert. 1935 bis 1944 war sie am Preußischen Staatstheater Berlin unter Gustaf Gründgens engagiert. Sie stand 1944 in der Gottbegnadeten-Liste des Reichsministeriums für Volksaufklärung und Propaganda.
Bereits 1915 absolvierte sie auch ihren ersten Filmauftritt. Als äußerst wandlungsfähige Schauspielerin erhielt sie zahlreiche Rollenangebote und konnte ihre Karriere auch nach dem Ende der Stummfilmzeit fortsetzen. So spielte sie 1943 an der Seite von Hans Albers die Baronin Münchhausen in Münchhausen. Ebenso gut gelang ihr der Übergang vom Fach der jungen Naiven in das der Ehefrau und Mutter. Zuletzt war Käthe Haack, die auch weiterhin als Theaterschauspielerin in Berlin erfolgreich war, als vornehme ältere Dame in Fernsehspielen zu erleben.
Wichtige Nachkriegsrollen am Theater waren Mrs. Antrobus in Wir sind noch einmal davongekommen (1946, Hebbel-Theater), Gina Ekdal in Die Wildente (1948, Renaissance-Theater), Mrs. Higgins in My Fair Lady (1963, Tournee mit ca. 1500 Vorstellungen) und Luise Maske in Carl Sternheims Der Snob (1966, Renaissance-Theater). Daneben wirkte Haack in zahlreichen Boulevardstücken mit. Gastspiele führten sie unter anderem nach München an die Kleine Komödie am Max II.
Sie war seit 1916 mit dem Schauspieler Heinrich Schroth (1871–1945) verheiratet. Ihre Tochter Hannelore Schroth (1922–1987) sowie ihr Stiefsohn Carl-Heinz Schroth (1902–1989) waren ebenfalls bekannte Schauspieler.
Käthe Haack starb im Mai 1986 im Alter von 88 Jahren in Berlin. Die Beisetzung erfolgte auf dem landeseigenen Friedhof Heerstraße im heutigen Ortsteil Berlin-Westend. Die Tochter Hannelore Schroth wurde bereits im folgenden Jahr an ihrer Seite beigesetzt, ebenso später deren Sohn aus dritter Ehe, Christoph Kantapper Köster (1953–2012). Auf Beschluss des Berliner Senats ist die letzte Ruhestätte von Käthe Haack (Grablage: 16-J-27) seit 2018 als Ehrengrab des Landes Berlin gewidmet. Die Widmung gilt für die übliche Frist von zwanzig Jahren, kann anschließend aber verlängert werden.

## Auszeichnungen
- 1967: Ernennung zur Berliner Staatsschauspielerin
- 1973: Filmband in Gold für langjähriges und hervorragendes Wirken im deutschen Film
- 1978: Bundesverdienstkreuz 1. Klasse

## Filmografie (Auswahl)
- 1915: Der Katzensteg
- 1915: Pension Lampel
- 1916: Der Skandal
- 1917: Veilchen Nr. 4
- 1917: Das Buch des Lasters
- 1917: Die Hochzeit im Excentric-Club
- 1917: Der Jubiläumspreis
- 1917: Der feldgraue Groschen
- 1917: Ostpreußen und sein Hindenburg
- 1917: Zwei blaue Jungen
- 1917: Das Tagebuch des Dr. Hart
- 1918: Ihr großes Geheimnis
- 1918: Rosen, die der Sturm entblättert
- 1918: Sein bester Freund
- 1918: Erträumtes
- 1918: Die Ratte
- 1919: Fräulein Mutter
- 1919: Der Weg, der zur Verdammnis führt, 2. Teil. Hyänen der Lust
- 1920: Föhn
- 1920: Der gelbe Diplomat
- 1920: Algol
- 1921: Die Trommeln Asiens
- 1921: Das Geheimnis der Santa Maria
- 1921: Der tote Gast
- 1921: Am Webstuhl der Zeit
- 1921: Die Dame und der Landstreicher
- 1922: Das Liebesnest
- 1922: Die Schuhe einer schönen Frau – Vera-Filmwerke
- 1923: Wilhelm Tell
- 1923: Die brennende Kugel
- 1924: Mein Leopold
- 1925: Lebende Buddhas
- 1925: Heiratsschwindler
- 1926: Kubinke, der Barbier, und die drei Dienstmädchen
- 1926: Die Unehelichen
- 1926: Die versunkene Flotte
- 1927: Benno Stehkragen
- 1928: Unter der Laterne
- 1930: Alraune
- 1930: Der Detektiv des Kaisers
- 1930: Skandal um Eva
- 1931: Dann schon lieber Lebertran
- 1931: Berlin – Alexanderplatz
- 1931: Emil und die Detektive
- 1931: Der Hauptmann von Köpenick
- 1932: Quick
- 1932: Tannenberg
- 1932: Das schöne Abenteuer
- 1933: Der Traum vom Rhein
- 1933: Liebe muß verstanden sein
- 1934: Konjunkturritter
- 1934: Wilhelm Tell
- 1934: Der schwarze Walfisch
- 1934: Die vier Musketiere
- 1934: Der Meisterboxer
- 1934: Der Polizeibericht meldet
- 1934: Ich heirate meine Frau
- 1934: Herz ist Trumpf
- 1934: Hanneles Himmelfahrt
- 1935: Wunder des Fliegens
- 1935: Familie Schimek
- 1936: Hans im Glück
- 1936: Schloß Vogelöd
- 1936: Eine Frau ohne Bedeutung
- 1936: Donner, Blitz und Sonnenschein
- 1937: Der Herrscher
- 1937: Urlaub auf Ehrenwort
- 1938: Rätsel um Beate
- 1938: Der Fall Deruga
- 1939: Der Schritt vom Wege
- 1939: Der Stammbaum des Dr. Pistorius
- 1939: Verdacht auf Ursula
- 1940: Bismarck
- 1941: Annelie
- 1941: Sechs Tage Heimaturlaub
- 1941: Heimaterde
- 1942: Zwei in einer großen Stadt
- 1943: Sophienlund
- 1943: Münchhausen
- 1944: Seinerzeit zu meiner Zeit
- 1944: Das Konzert
- 1944/49: Ruf an das Gewissen
- 1947: Und finden dereinst wir uns wieder…
- 1949: Nachtwache
- 1949: Der große Mandarin
- 1949: Der Biberpelz
- 1950: Absender unbekannt
- 1950: Gabriela
- 1950: Furioso
- 1951: Mein Freund, der Dieb
- 1951: Königin einer Nacht
- 1951: Die verschleierte Maja
- 1951: Wenn die Abendglocken läuten
- 1952: Das Bankett der Schmuggler (Le Banquet des fraudeurs)
- 1952: Der Fürst von Pappenheim
- 1952: Herz der Welt
- 1952: Lockende Sterne
- 1952: Heimweh nach Dir
- 1952: Der Tag vor der Hochzeit
- 1953: Die unsichtbare Sammlung
- 1953: Die vertagte Hochzeitsnacht
- 1954: Die tolle Lola
- 1954: Heideschulmeister Uwe Karsten
- 1954: Rosen-Resli
- 1954: Feuerwerk
- 1954: Der letzte Sommer
- 1954: Schützenliesel
- 1954: Die sieben Kleider der Katrin
- 1955: Der Himmel ist nie ausverkauft
- 1955: Das Schweigen im Walde
- 1955: Eine Frau genügt nicht?
- 1956: Auf Wiedersehn am Bodensee
- 1956: Die Stimme der Sehnsucht
- 1956: … wie einst Lili Marleen
- 1957: Die große Chance
- 1957: Jede Nacht in einem anderen Bett
- 1958: Ist Mama nicht fabelhaft?
- 1958: Schwarze Nylons – Heiße Nächte
- 1959: Bezaubernde Arabella
- 1960: Der letzte Fußgänger
- 1961: Zarte Haut in schwarzer Seide (De quoi tu te mêles Daniela!)
- 1962: Ich kann nicht länger schweigen
- 1967: Dynamit in grüner Seide
- 1969: Unser Doktor ist der Beste
- 1971: Glückspilze
- 1971: Der trojanische Sessel
- 1973: Der Fußgänger
- 1973: Black Coffee
- 1973: Sergeant Berry (Serie)
- 1973: Der Lord von Barmbeck
- 1976: Die Affäre Lerouge
- 1976: Notarztwagen 7
- 1977: Grete Minde
- 1982: Unheimliche Geschichten – Der Gruß aus der Fürstengruft (Folge 8)
- 1983: Tatort: Fluppys Masche
- 1985: Ein Heim für Tiere

## Theater
- 1928: Sacha Guitry: Ich liebe dich – Regie: Eugen Robert (Tribüne Berlin)
- 1929: Walter Hackett: Die Frau des andern – Regie: Robert Wiene (Lessingtheater Berlin)
- 1932: Nikolai Gogol: Der Revisor – Regie: Heinz Hilpert (Theater Volksbühne am Bülowplatz Berlin)
- 1933: Ferdinand Raimund: Der Bauer als Millionär (Lacrimosa) – Regie: Heinz Hilpert (Theater Volksbühne am Horst-Wessel-Platz Berlin)
- 1933: W. Somerset Maugham: Für geleistete Dienste – Regie: Robert Klein (Berliner Komödie)
- 1933: René Fauchois: Achtung! Frisch gestrichen! (Älteste Tochter) – Regie: Victor Barnowsky (Komödienhaus Berlin)
- 1937: Alexandre Dumas d. J.: Die Kameliendame – Regie: Gustaf Gründgens (Staatstheater – Kleines Haus Berlin)
- 1945: Curt Goetz: Ingeborg (Tante Ottilie) – Regie: Carl-Heinz Schroth (Tribüne Berlin)
- 1946: Jean Anouilh: Der Reisende ohne Gepäck (Georges Frau) – Regie: Hans-Robert Bortfeldt (Deutsches Theater Berlin – Kammerspiele)
- 1946: Thornton Wilder: Wir sind noch einmal davongekommen (Frau Antropus) – Regie: Karl-Heinz Stroux (Hebbel-Theater Berlin)
- 1947: Ernst Toller: Pastor Hall (Ida Hall) – Regie: Thomas Engel (Deutsches Theater Berlin)
- 1947: Daphne du Maurier: Rebekka – Regie: Ernst Stahl-Nachbaur ( Renaissance-Theater Berlin)
- 1948: Howard Lindsay, Russel Crouse: Der Herr im Haus (Mutter) – Regie: Kurt Raeck (Renaissance-Theater Berlin)
- 1949: Henrik Ibsen: Die Wildente (Gina) – Regie: Kurt Raeck (Renaissance-Theater Berlin)
- 1950: Brandon Thomas: Charleys Tante – Regie: Axel von Ambesser (Renaissance-Theater Berlin)
- 1952: Robert Morley, Noel Langley: Eduard, mein Sohn – Regie: ? (Renaissance-Theater Berlin)
- 1952: Gerhart Hauptmann: Herbert Engelmann (Frau Kurnick) – Regie: Otto Kurth (Theater am Kurfürstendamm Berlin)
- 1953: Gerhart Hauptmann: Hanneles Himmelfahrt – Regie: Ernst Karchow (Theater am Kurfürstendamm Berlin)
- 1957: Robert Maugham: Halluzinationen – Regie: Kurt Raeck (Renaissance-Theater Berlin)
- 1958: John Boynton Priestley: Die Zeit und die Conways – Regie: Rudolf Steinboeck (Theater am Kurfürstendamm Berlin)
- 1959: George Bernard Shaw: Der Kaiser von Amerika – Regie: Willi Schmidt (Renaissance-Theater Berlin)
- 1959: Jean Giraudoux: Die Irre von Chaillot – Regie: Willi Schmidt (Schiller Theater Berlin)
- 1961: Ladislaus Bus-Fekete: Wer die Wahl hat – Regie: Franz-Otto Krüger (Hebbel-Theater Berlin)
- 1962: Frederick Loewe, Alan Jay Lerner: My Fair Lady – Regie: Wolfgang Spier (Theater des Westens Berlin)
- 1962: Johann Wolfgang von Goethe: Hermann und Dorothea – Regie: Ludwig Berger (Theater in der Leopoldstraße München)
- 1964: Carl Sternheim: Der Snob – Regie: Rudolf Noelte (Renaissance-Theater Berlin)
- 1965: Hermann Sudermann: Die Schmetterlingsschlacht – Regie: Walter Suessenguth (Hebbel-Theater Berlin)
- 1971: Miguel Mihura: Katzenzungen – Regie: Gerd Vespermann (Hebbel-Theater Berlin)

## Hörspiele
- 1946: Curt Goetz: Minna Magdalena – Regie: Hanns Farenburg (Berliner Rundfunk)
- 1946: Max Frisch: Nun singen sie wieder – Regie: Theodor Mühlen (Berliner Rundfunk)
- 1949: Berta Waterstradt: Meine Töchter – (Berliner Rundfunk)
- 1975: Henry Slesar: Die Sache mit der freundlichen Kellnerin (Mrs. Mannerheim) – Regie: Friedhelm von Petersson (SFB / RB)

## Bibliographie
- Käte Haack: In Berlin und anderswo: Erinnerungen. Herbig, München 1971, DNB 720024900, 2. Auflage, Moewig, Rastatt 1981, ISBN 3-8118-4103-3.
- Hermann J. Huber: Langen Müller’s Schauspielerlexikon der Gegenwart. Deutschland. Österreich. Schweiz. Albert Langen • Georg Müller Verlag GmbH, München • Wien 1986, ISBN 3-7844-2058-3, S. 336 f.
- Jörg Schöning, Gerke Dunkhase: Käthe Haack – Schauspielerin. In: CineGraph – Lexikon zum deutschsprachigen Film, Lieferung 10, 1988.
- C. Bernd Sucher (Hrsg.): Theaterlexikon. Autoren, Regisseure, Schauspieler, Dramaturgen, Bühnenbildner, Kritiker. Von Christine Dössel und Marietta Piekenbrock unter Mitwirkung von Jean-Claude Kuner und C. Bernd Sucher. 2. Auflage. Deutscher Taschenbuch-Verlag, München 1999, ISBN 3-423-03322-3, S. 258.
- Kay Weniger: Das große Personenlexikon des Films. Die Schauspieler, Regisseure, Kameraleute, Produzenten, Komponisten, Drehbuchautoren, Filmarchitekten, Ausstatter, Kostümbildner, Cutter, Tontechniker, Maskenbildner und Special Effects Designer des 20. Jahrhunderts. Band 3: F – H. John Barry Fitzgerald – Ernst Hofbauer. Schwarzkopf & Schwarzkopf, Berlin 2001, ISBN 3-89602-340-3, S. 460 f.